# Kingston (Ontario)
Kingston è una città del Canada, nella provincia dell'Ontario, posta sul versante orientale del lago Ontario dove il lago sfocia nel San Lorenzo e dove inizia la catena di isole delle Thousand Islands.
La città è anche sede della contea di Frontenac. Secondo il censimento canadese del 2006 la città contava 117.207 abitanti, mentre la popolazione dell'area metropolitana contava circa 152.358 abitanti. La città è anche nota con il nome di Città di calcare per la presenza di numerosi monumenti costruiti con questo materiale.
Kingston è stata la prima capitale del Canada, ospita la Queen's University e la Reale accademia militare canadese, è sede arcivescovile.

## Storia
I francesi colonizzarono inizialmente il primo insediamento sul territorio appartenente agli indiani Mississauga chiamato in lingua indigena Katerokwi, intorno al 1673 e la colonia venne più tardi ribattezzata con il nome di Fort Frontenac. Il forte venne catturato e distrutto dall'esercito britannico nella battaglia di Fort Frontenac nel 1758 durante la cosiddetta Guerra dei sette anni. Diventato un importante centro di accoglienza per i rifugiati americani che cercavano scampo dalla Rivoluzione americana, essa divenne gradualmente la comunità più estesa del versante sud-orientale dell'Alto Canada.
Alla fine del XVIII secolo la regione vide aumentare gli insediamenti per opera dei lealisti americani, ovvero dei coloni fedeli alla corona britannica. Durante la Guerra del 1812, Kingston divenne la base della Royal Navy di stanza sui Grandi Laghi che ingaggiò un massiccio braccio di ferro con la flotta americana di stanza a Sackets Harbor, nello Stato di New York, per il controllo del lago Ontario. Dopo la guerra i britannici costruirono la fortezza di Fort Henry insieme ad una serie di torri martello a guardia del Canale Rideau; la fortezza è ancora una ricercata meta turistica. La posizione di Kingston alle foci del Canale Rideau, dopo il completamento del canale nel 1832, rese la città il centro di maggiore importanza militare ed economica di tutto il Canada Superiore.
Fu così che essa divenne la prima capitale della colonia britannica delle Province Unite del Canada dal 1841 al 1844 prima della creazione della Confederazione Canadese. Per questo motivo essa ospitò la prima seduta del Parlamento delle Province Unite del Canada il 13 giugno 1841. Tuttavia la posizione della città fu considerata troppo esposta agli attacchi degli americani, e la capitale della provincia venne spostata a Toronto e Montréal a tappe alterne ed infine ad Ottawa nel 1857. A causa di questa scelta la rilevanza nazionale della città scomparve così come il suo ruolo principale nella regione. Tra il XIX secolo e gli inizi del XX, Kingston restò tuttavia un importante centro della zona dei Grandi Laghi per via del suo porto ed ebbe un ruolo primario nel campo della ingegneria navale e della produzione di locomotive, diventando sede principale della Canadian Locomotive Company, a quel tempo la più importante industria del settore di tutto l'Impero britannico. Tuttavia nel corso della seconda metà del XX secolo gran parte degli insediamenti industriali dell'industria pesante hanno chiuso le loro sedi e Kingston ha come attività principale quello dei servizi nel terziario, oltre ad essere sede di diversi centri amministrativi pubblici e militari.

## Cultura
Kingston ha sviluppato una notevole attività nel campo della cultura e del divertimento. La città infatti ospita diversi festival compreso il Limestone City Blues Festival, il  Kingston Canadian Film Festival, il Fanfayr, il Kingston Buskers' Rendezvous, il Reelout Queer Film Festival, il Feb Fest, il Limestone Classic, il Chilifest. e tante altre manifestazioni di ogni genere. La città è diventata il centro di aggregazione per molti artisti attivi nel campo delle arti visive, nelle arti mediatiche e in altre discipline artistiche, per questo motivo Kingston è molto attiva nel campo dell'arte contemporanea ed ospita due importanti centri dediti all'arte contemporanea, quali l'Agnes Etherington Art Centre, fondato nel 1957 ed il Modern Fuel Artist-Run Centre, fondato nel 1977.

## Amministrazione

### Gemellaggi
- Scottsdale (Arizona)